# ILLIAC III
El ILLIAC III fue una computadora de reconocimiento de patrones y SIMD, construida por la University of Illinois en 1966. Formaba parte de la serie ILLIAC.
El trabajo inicial del ILLIAC fue el procesamiento de imágenes de los experimentos de cámara de burbuja usados para detectar partículas nucleares. Más tarde fue usado con imágenes biológicas.
La máquina fue destruida en un incendio, causado por un cortocircuito en autotransformador ubicado en un gabinete con cobertura de madera, en 1968. Fue reconstruido a principios de la década de 1970, y se implementó exitosamente un núcleo de procesamiento paralelo, el Pattern Articulation Unit (Unidad de Articulación de Patrón). A pesar de esto y la productiva exploración de otros conceptos avanzados, como la aritmética de múltiples raíces, el proyecto fue abandonado.
Bruce H. McCormick fue el líder del proyecto.

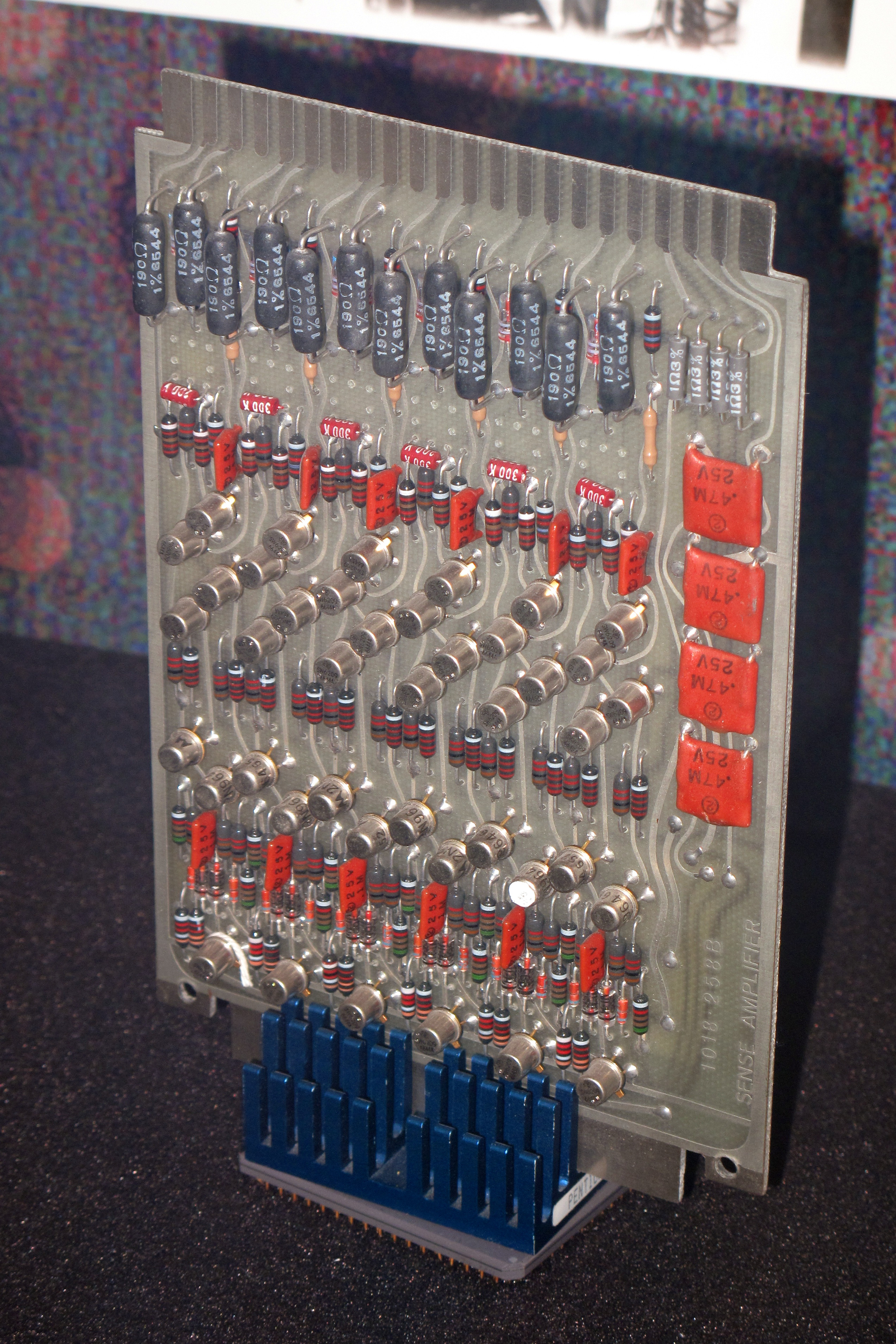
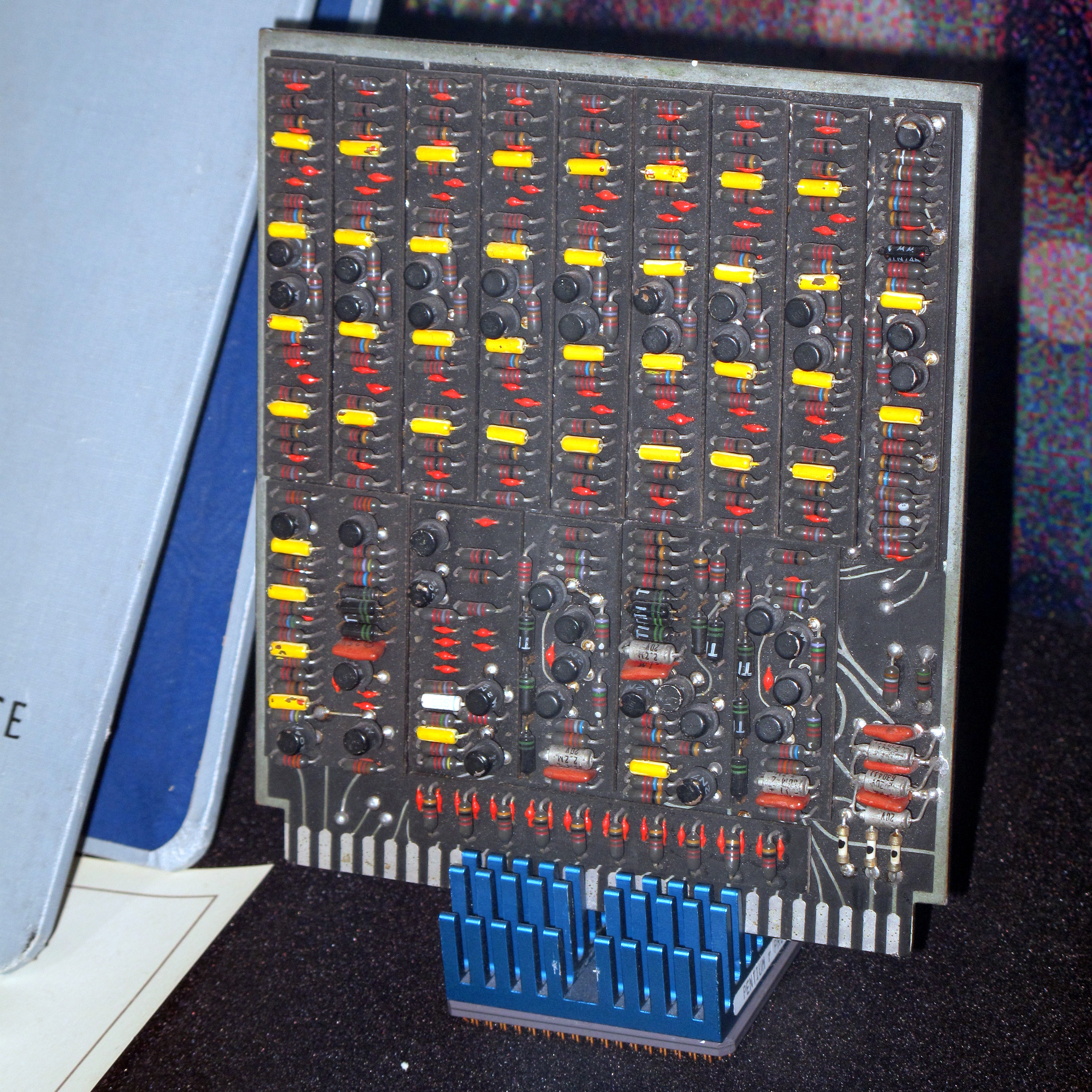
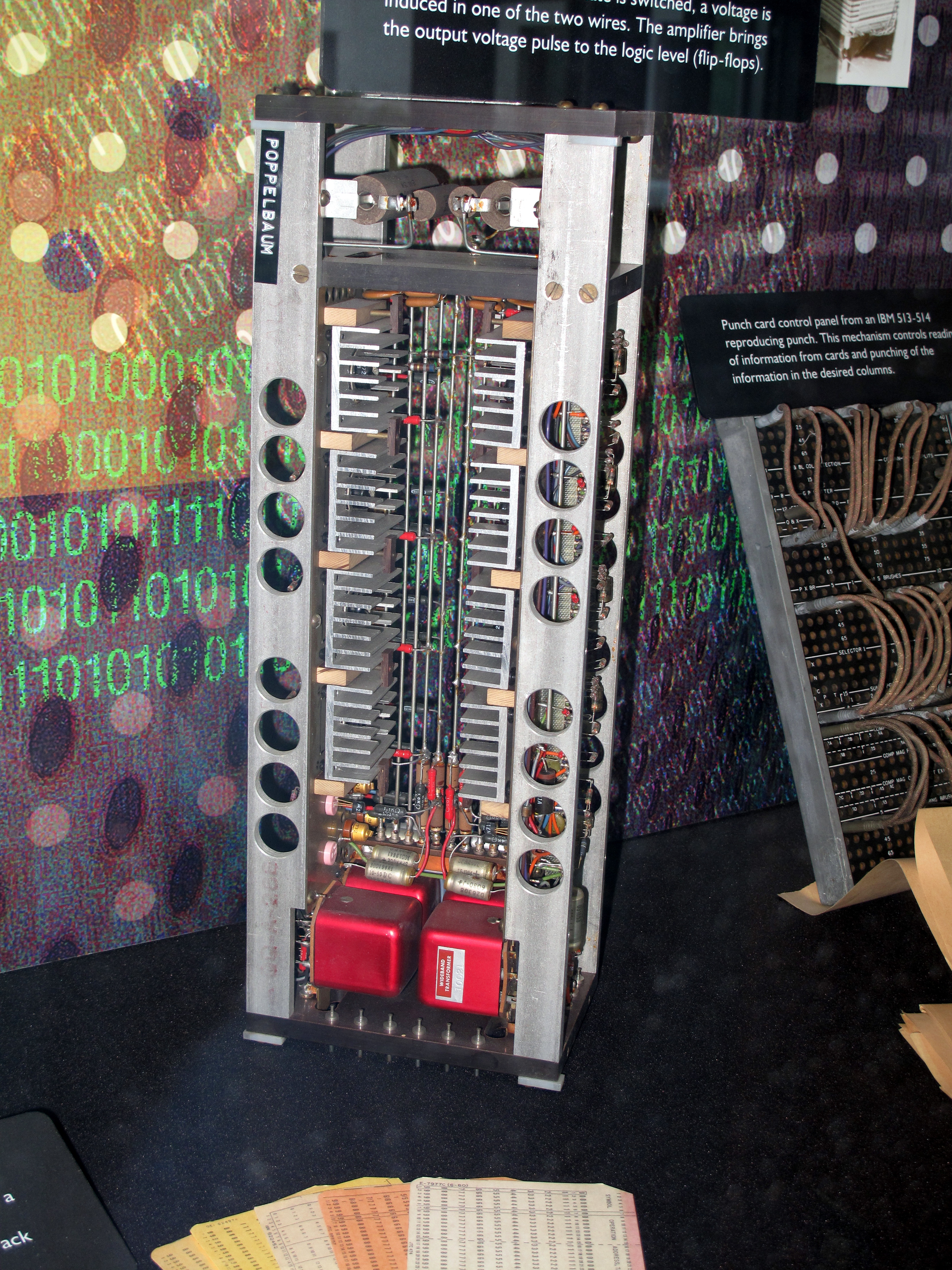